# Yandel

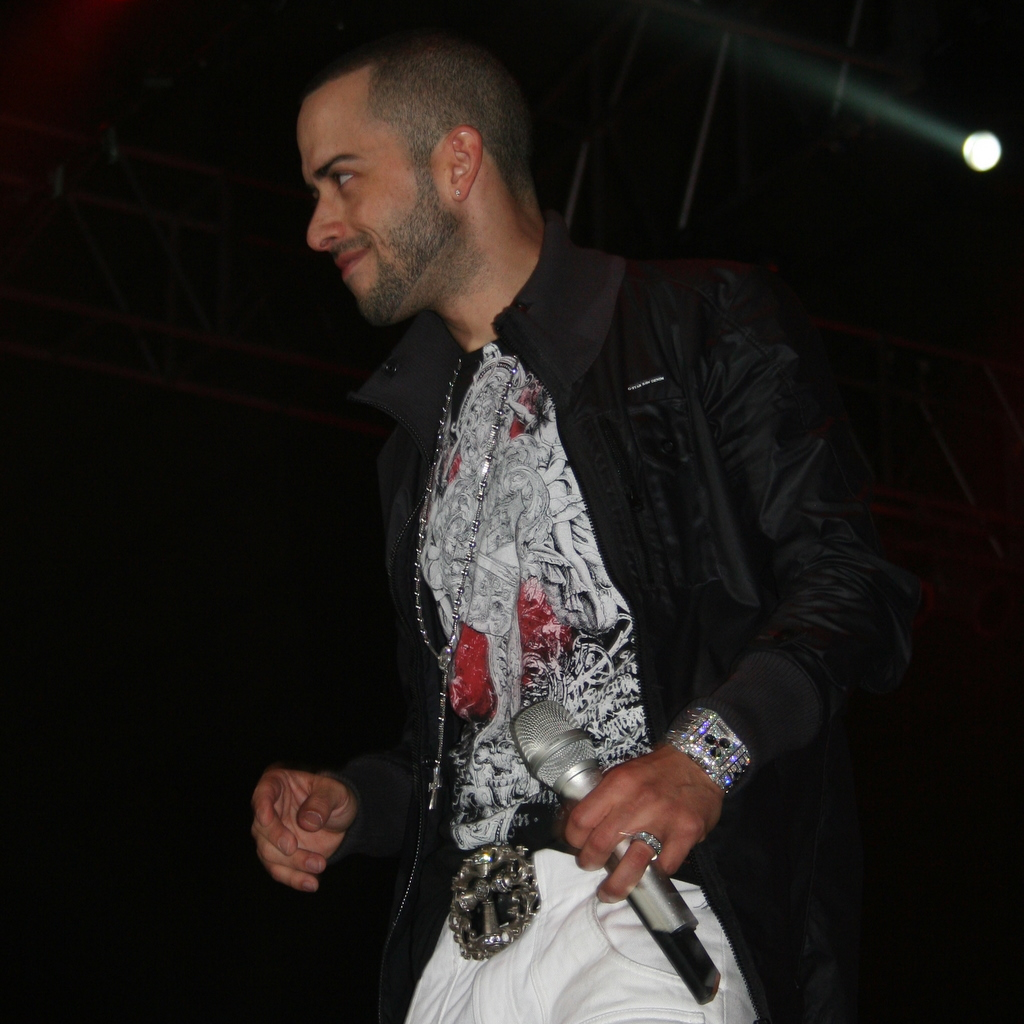
Yandel

Llandel Veguilla Malavé, znany jako Yandel (ur. 14 stycznia 1977 w Cayey) – portorykański piosenkarz, wykonawca reggaeton, w latach 1998–2013 był członkiem zespołu Wisin & Yandel. Współpracuje z wykonawcami takimi jak: Daddy Yankee, Don Omar, Farruko, Future.
Jego żoną jest Enderis Espada Figueroa, z którą ma dwóch synów: Adriana i Derka. Ma młodszego brata Gadiela, który również jest piosenkarzem.
W 2003 wystąpił w filmie Mi Vida...My Life gdzie zagrał siebie samego

## Dyskografia
- Quien Contra Mi (2004)
- De Lider A Leyenda (2013)
- De Lider A Leyenda: Legacy Tour (2014)
- Dangerous (2015)
- Update (2017)
- The One (2019)
- ¿Quién Contra Mí 2? (2020)

## Filmografia
- 2003: Mi Vida...My Life jako on sam